# Тачка

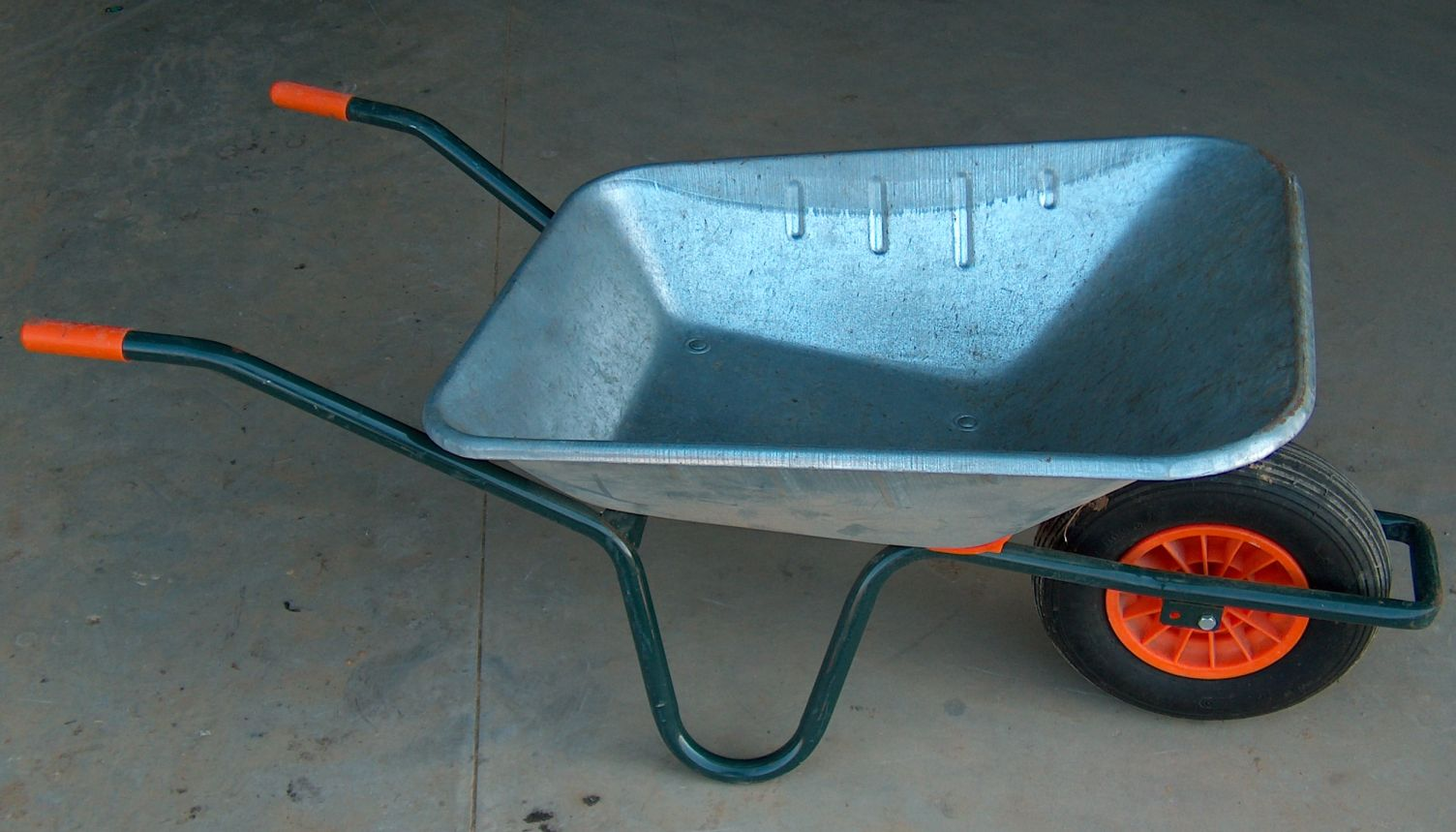
Сучасна тачка з гумовою шиною й оцинкованим кузовом

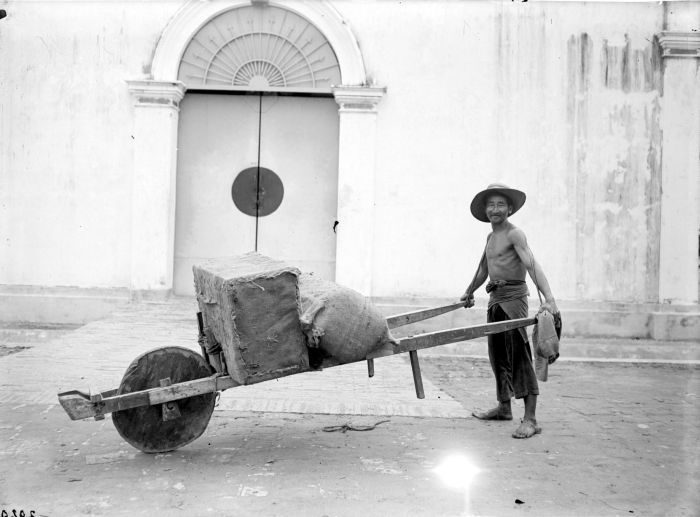
Китайська тачка. Початок XX ст.

Та́чка — простий пристрій для транспортування вантажів, який використовує принцип важеля для зменшення докладеного зусилля. Складається з кузова, коліс (колеса) та руків'їв.
Слово «тачка» походить від тачати («гнати», «котити»), спорідненого зі дієсловами точити, текти, з чеськ. táčeti («крутити», «качати») і пол. taczać (так само). Можливо, спорідненим є слово «тачанка».

## Історія

### Греція
Тачка винайдена в античній Греції. Два списки 408—407 і 407—406 років до н. е. згадують цей пристрій.

### Китай
Різні перекази приписують винайдення тачки китайському полководцю і державному діячу епохи Трицарства Чжуге Ляну.

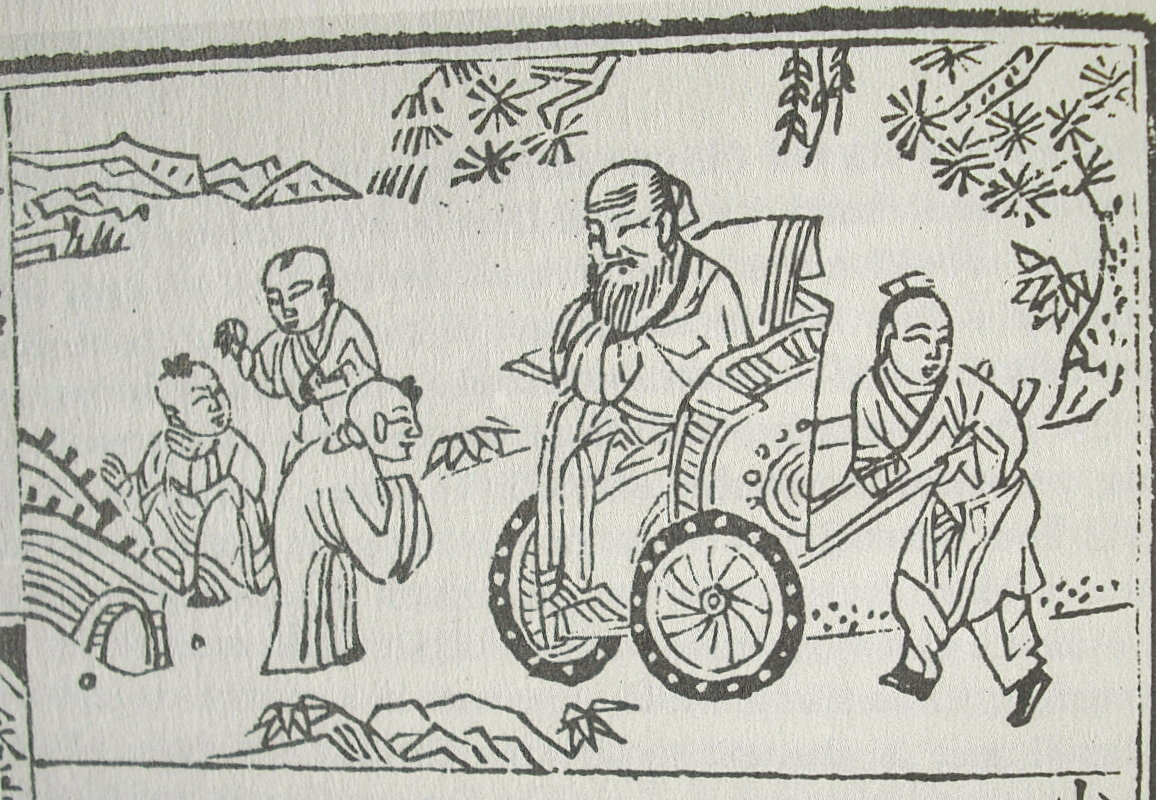
Тачка для перевезення Конфуція; рис. з дитячої книги 1680 р.
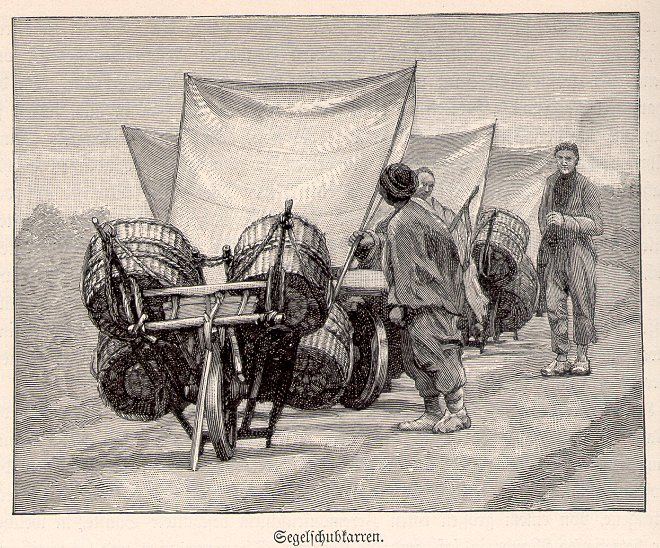
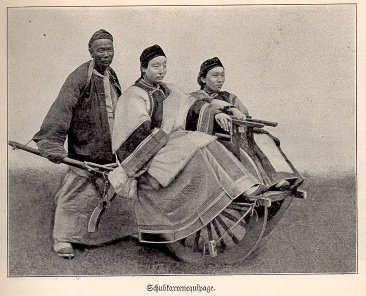
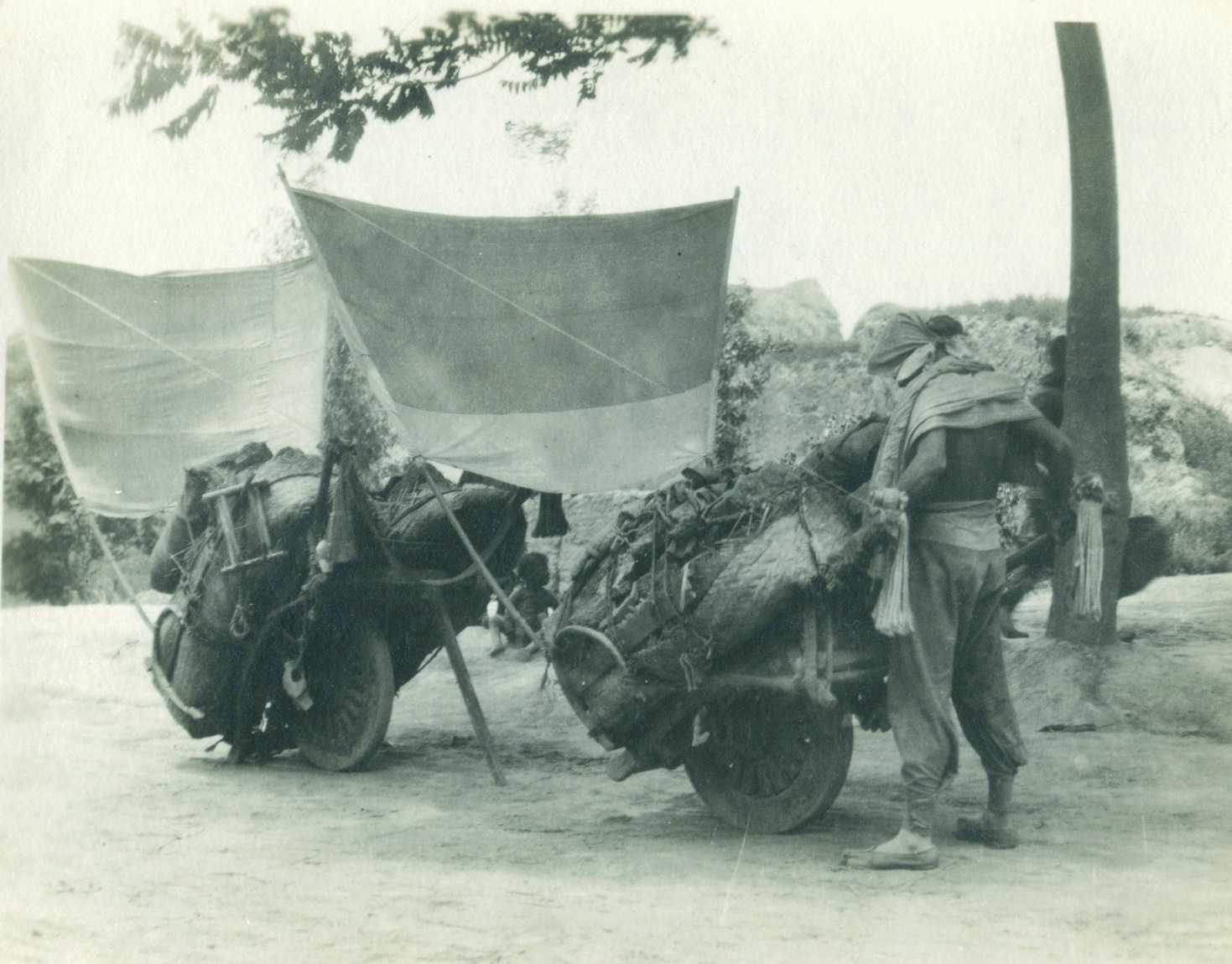

### Середньовіччя
У середньовічній Європі тачка з'явилася між 1170 і 1250 роками. Колесо цих тачок знаходилося спереду. Можливо європейська тачка розвинулася з носилок, в яких передній носій замінений колесом.
Наводимо уривок з праці Георга Агріколи De Re Metallica (1556 р.), який саме присвячений опису конструкції тачки пізнього Середньовіччя:
| Тачка являє собою візок з одним колесом на відміну від кінних возів з двома колесами. Поклавши в тачку матеріали, робітник вивозить її зі штольні або надшахтної будівлі. Тачка робиться таким чином. Беруть дві дошки довжиною близько 5 футів, шириною 1 фут і товщиною 2 пальці. Спереду кожної дошки роблять знизу виріз довжиною 1 фут, а ззаду – виріз довжиною 2 фути; у середині дошки залишаються цілими. У передній частині дощок просвердлюють отвори, в яких обертаються кінці осі для колеса. Посередині в нижній частині дощок просвердлюють отвори для головок двох брусів, на які укладаються дошки. У середній частині дощок просвердлюють отвори, в які вставляють головки двох поперечних дощок. Поперечки закріплюються цвяхами, що забиваються у виступаючі головки дощок. Задні кінці довгих дощок утворюють рукоятки, які знизу обрізають так, щоб можна було міцно тримати в руках. Колесо не має втулки і обертається не навколо осі, а разом з нею. |
І саме в пізньому середньовіччі з'являються конструкції тачки наближені до іншого транспортного засобу гірників — вагонетки. Такими можна вважати так звані тачки-«собаки», або «угорські собаки» — найпоширеніші візки у ті часи. Ось як описує їх Г. Агрікола (1556 р.):
| ...гірники користуються ще тачкою великих розмірів, особливо при промиванні олов'яних розсипів. У цієї тачки передню поперечну стінку роблять вище, щоб утримувати занурений матеріал. Місткість відкритого візка в півтора-два рази більше в порівнянні з тачкою, довжина його – близько 4 футів, ширина і висота – приблизно 2 і 1/2 фути. Відповідно до його прямокутної форми він оббивається трьома прямокутними залізними смугами і з усіх боків зміцнюється залізними прутами. До днища прикріплені дві нерухомі залізні осі, на кінцях яких з обох сторін обертаються дерев'яні диски. Останні закріплені невеликими залізними шпильками (цвяхами), що перешкоджають сходженню їх з осей. Приєднаний до днища великий тупий цвях рухається в пазу, зробленому в відкаточному настилі, утримуючи вагонетку. Відкатник тримає руками тильну частину вагонетки і штовхає її перед собою. Так як під час руху вона видає звук, що нагадує деяким чином собачий гавкіт, її називають «собакою». Таку вагонетку застосовують при відкатці з дуже довгих штолень, так як рухати її легко, а навантажувати її можна важче. |

### Новий час
У сучасному сленгу — «тачка», «крута тачка» — «автомобіль».